# Peter Theophil Bühler

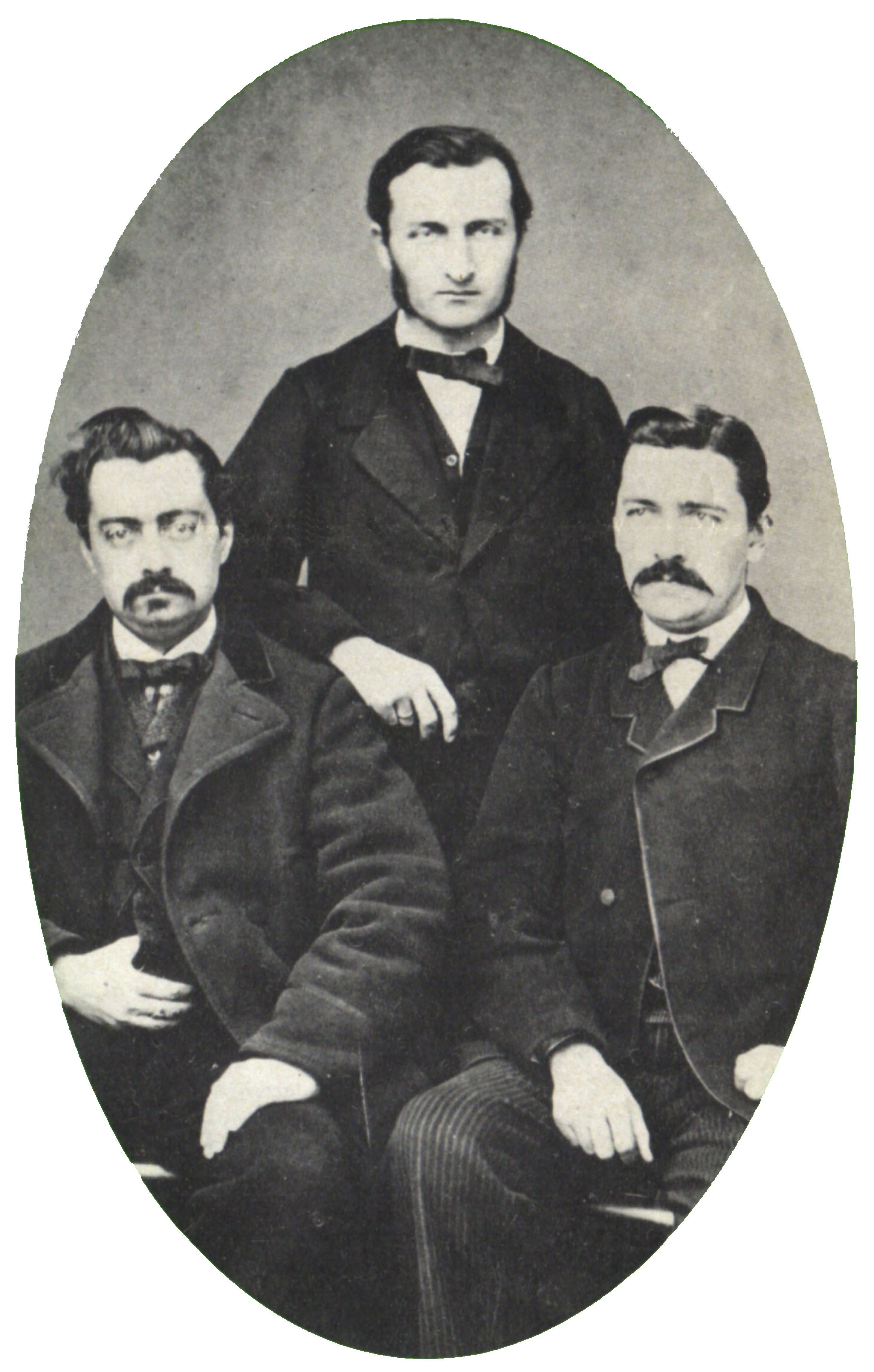
Die drei Brüder Valentin (1835–1912), Christian (1837–1904) und Peter Theophil (1841–1913) Bühler.

Peter Theophil Bühler (* 27. Januar 1841 in Igis; † 29. Januar 1913 in Chur), heimatberechtigt in Davos, war ein Schweizer Politiker Freisinnigen Partei.

## Leben

### Familie und Beruf
Der reformiert getaufte Peter Theophil Bühler, Sohn des Pfarrers Christian Bühler, besuchte die Kantonsschule Chur, anschliessend das Pädagogium Basel. Nach dem Erwerb der Maturität wandte er sich dem Studium der Rechtswissenschaften an den Universitäten Basel sowie Heidelberg zu, das er mit der Promotion zum Dr. iur. abschloss. Bühler war in der Folge als Advokat sowie Grossbauer in Fideris tätig. Darüber hinaus bekleidete er in der Schweizer Armee den Rang eines Obersten der Infanterie.
Bühler war mit der Fideriserin Margreth, der Tochter des Rudolf Greutert, verheiratet. Er verstarb im Januar 1913 zwei Tage nach Vollendung seines 72. Lebensjahres in Chur.

### Politischer Werdegang
Der liberale Bühler wurde 1873 32-jährig in den Bündner Grossen Rat gewählt, in dem er anschliessend bis 1879, von 1881 bis 1883 sowie 1884 bis 1895 einsass. Zusätzlich versah er siebenmal das Amt des Standespräsidenten (Parlamentspräsidenten). In den Jahren 1878 bis 1879 sowie 1894 bis 1900 gehörte er dem Kleinen Rat an, dort hielt er die Leitung des Finanz- und Militärdepartements inne. 1883 wählte ihn das Volk in den Nationalrat, aus dem er 1902 zurücktrat. Er fungierte überdies von 1869 bis 1872 als Präsident des Bezirksgerichts Oberlandquart. Im Jahre 1875 und von 1882 bis 1893 amtierte er als Bündner Kantonsrichter. Des Weiteren wirkte Bühler seit 1902 als Sekretär der SBB-Direktion St. Gallen sowie als Präsident des Schweizerischen Alpwirtschaftlichen Vereins.
Bühlers politisches Engagement galt der Landwirtschaft sowie dem Verkehr, dort insbesondere der Linie Landquart-Davos und der späteren Rorschach-Heiden-Bergbahn. Der populäre Bühler vertrat innerhalb des liberalen Lagers häufig föderalistische Positionen rechts der Mitte, womit er in deutlicher Distanz zum freisinnigen Parteiapparat stand.